# Święty Pammachiusz
Święty Pammachiusz, łac. Pammachius (ur. ok. 340, zm. ok. 410) - rzymski senator, święty Kościoła katolickiego.
Urodził się w zamożnej rzymskiej rodzinie arystokratów. Podczas studiów poznał św. Hieronima ze Strydonu, z którym zaprzyjaźnił się później. Poślubiając Paulinę (385), drugą córkę św. Pauli, znalazł się w środowisku, gdzie św. Hieronim krzewił ascetyczne idee i miłość do Jezusa Chrystusa, a połączyła ich sprawa Jowiniana. Pammachiusz nawiązał również kontakty ze św. Augustynem z Hippony i św. Paulinem z Noli. 
Kiedy w 396/7 roku Pammachiuszowi zmarła żona, on sam zaczął wieść ascetyczne życie a majątek swój przeznaczył na dobroczynne cele. Wraz ze św. Fabiolą założył hospicjum dla chorych i ubogich pielgrzymów, a w 398 roku wybudował (lub jego ojciec, również senator) bazylikę na rzymskim wzgórzu Celio nad grobem męczenników Jana i Pawła.
Pammachiusz zmarł w wieku ok. 70 lat.
Jego wspomnienie liturgiczne obchodzone jest 30 sierpnia za Martyrologium Cezarego Baroniusza.